# David Douglas-Home (15e comte de Home)
David Alexander Cospatrick Douglas-Home, 15e comte de Home, né le 20 novembre 1943 à Westminster (Londres) et mort le 22 août 2022, est un homme d'affaires britannique et homme politique conservateur, membre de la Chambre des lords de 1996 à sa mort.

## Biographie
David Douglas-Home est le fils unique de Sir Alec Douglas-Home, ancien 14e comte de Home et Premier ministre britannique et plus tard Lord Home of the Hirsel, et d'Elizabeth Alington, fille de Cyril Alington. Il fait ses études au Collège d'Eton et à Christ Church, à Oxford.
Il succède à son père comme comte après sa mort en octobre 1995. Lorsque les pairs héréditaires de la Chambre des lords sont réduits en vertu de la House of Lords Act 1999, il est élu parmi les 92 qui sont autorisés à rester. Il siège en tant que conservateur.
Outre sa carrière politique, David Douglas-Home est, jusqu'en 2013, président de la banque privée Coutts&Co. Il est également président de la British Association for Shooting and Conservation et chef du nom et des armes de la famille Home.
Il est nommé chevalier compagnon de l'ordre du Chardon (KT), dans les honneurs du Nouvel An 2014.

### Famille
David Douglas-Home est marié depuis 1972 à Jane Margaret Williams-Wynne (née le 20 février 1949), de la famille des baronnets Williams-Wynn. Ils ont trois enfants :
- Lady Iona Katherine Douglas-Home (née en 1980), épouse l'hon. James Thomas Wingfield Hewitt (né en 1979), fils et héritier du 9e vicomte Lifford, le 5 avril 2008. Ils ont trois fils :
  - Harry Alexander Wyldbore Hewitt (né le 9 février 2010)
  - Rory David Wingfield Hewitt (né le 3 février 2012)
  - Nico James Cospatrick Hewitt (né le 15 mai 2015)
- Lady Mary Elizabeth Douglas-Home (née en 1982), épouse Christopher Gurth Clothier. Ils ont une fille :
  - Eira Thursday Clothier (née le 5 janvier 2013)
- Michael David Alexander Douglas-Home, 16e comte de Home (né le 30 novembre 1987), marié à Sally Underhill